# Guerra navale luso-mamelucca
La guerra navale luso-mamelucca fu un conflitto navale tra il Sultanato mamelucco d'Egitto e l'impero portoghese nell'Oceano Indiano, provocato dall'espansione lusitana in India conseguente alla definizione della rotta per il Subcontinente passando per il Capo di Buona Speranza nel 1498. Il conflitto ebbe luogo durante il ventennio iniziale del XVI secolo, dal 1505 al 1517, e fu interrotto non da una tregua tra i belligeranti ma dalla caduta dei mamelucchi per mano degli ottomani.

## Antefatto

### L'arrivo dei portoghesi nell'Oceano Indiano

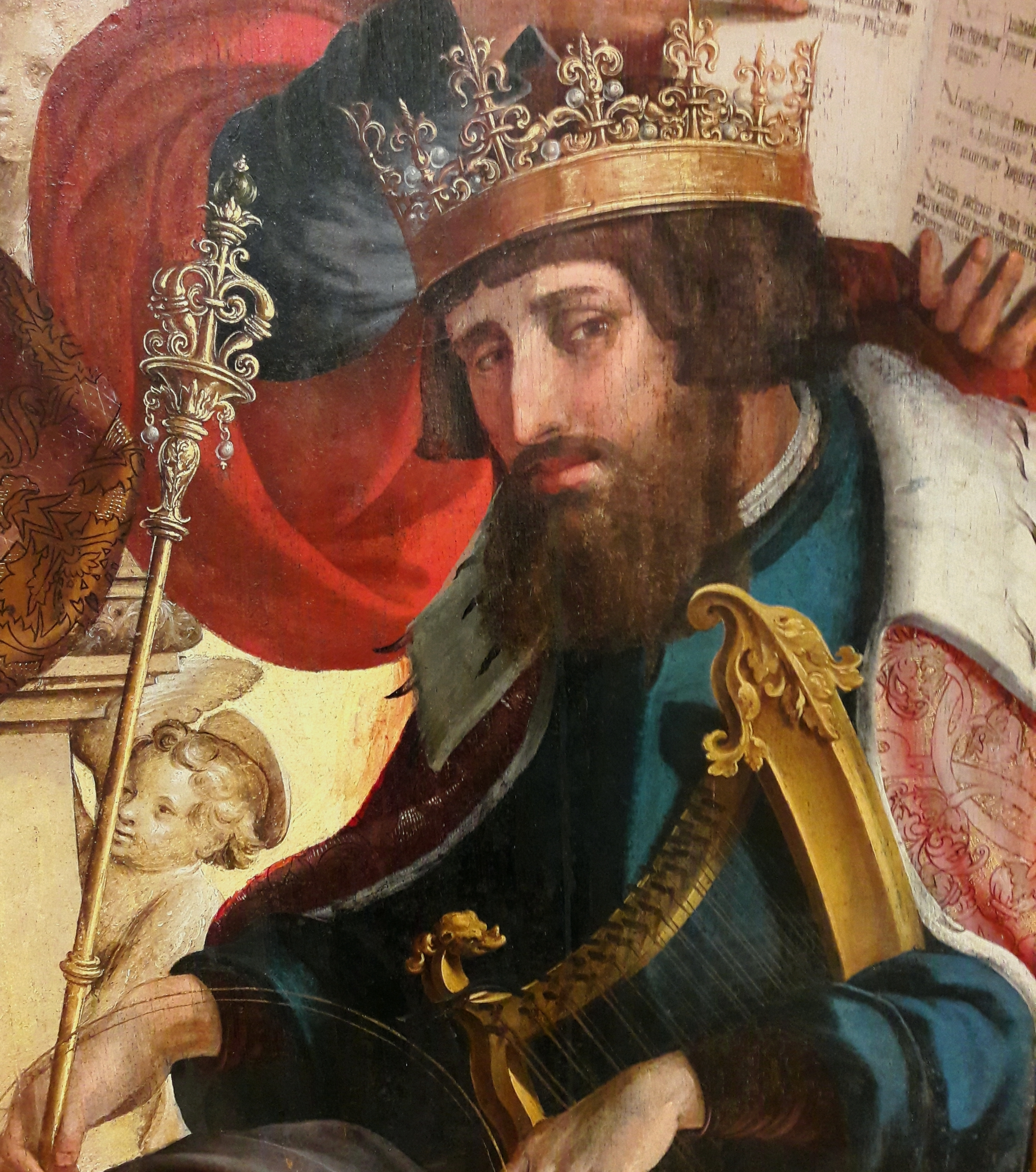
Manuele I del Portogallo nelle vesti di Re Davide, dettaglio della pala d'altare della Trinità di Lisbona, 1537 circa.

Appena due anni dopo che Vasco da Gama raggiunse l'India via mare, i portoghesi si resero conto che la prospettiva di sviluppare nel Subcontinente un commercio come quello che avevano praticato nell'Africa occidentale era diventata impossibile, a causa dell'opposizione delle élite mercantili musulmane nella costa occidentale dell'India (il Malabar) che incitava ad attacchi contro le feitoria, le navi e gli agenti portoghesi, sabotando gli sforzi diplomatici portoghesi e portando al c.d. "Massacro di Calicut" nel dicembre 1500 in seguito al quale i portoghesi della Seconda Armata d'India (Cabral, 1500) bombardarono Kozhikode (pt. Calicut), il principale porto di esportazione delle spezie che collegava l'India all'Egitto e poi a Venezia. Nel quinquennio immediatamente successivo, le tensioni tra Calicut e Lisbona crebbero sistematicamente, con gli ammiragli portoghesi che di anno in anno si susseguirono in India impegnati in atti di boicottaggio/embargo ai danni dello Zamorin (il "re del mare" di Calicut) se non addirittura di guerra aperta: es. Battaglia di Calicut (1503); Battaglia di Kochi (1504); ecc.

L'approvvigionamento di spezie divenne pertanto difficoltoso e costoso per l'Egitto e, soprattutto, per i veneziani che si rifornivano di spezie dagli egiziani.
La presenza portoghese nell'Oceano Indiano si fece molesta per tutto l'areale musulmano prospiciente, non limitandosi a scontri tra i portoghesi e i potentati musulmani della costa indiana. Anche le navi arabe furono attaccate direttamente: nel 1503, la prima nave egiziana fu saccheggiata e affondata dai portoghesi della Quinta Armata d'India (Albuquerque, 1503) mentre tornava dall'India; l'anno dopo, 17 navi arabe furono distrutte dai portoghesi della Sesta Armata d'India (Albergaria, 1504) nel porto indiano di Ponnani.
L'oggetto del contendere non era di semplice natura economica ma anche ideologica. Il sovrano lusitano promotore delle spedizioni indiche, Manuele I (regno 1495-1521), non era infatti, com'era invece valso per il suo predecessore Giovanni II, interessato a sfruttare le esplorazioni orientali come semplice espediente di arricchimento del tesoro regio. Sovrano tradizionalista, addirittura "medievale" nella sua ansia di diffondere la religione cattolica e promuovere la "guerra santa", Manuele I intendeva sfruttare le recentemente acquisite basi indiane per costruire avamposti da sfruttare in una grande manovra a tenaglia contro l'Islam che prevedeva da una parte il riaccendersi delle ostilità via terra in Marocco e dall'altra l'apertura di un nuovo fronte "orientale" contro la Terra santa e La Mecca. L'ideologia crociata era fortemente pregnante negli intenti degli ammiragli portoghesi stessi che in più occasioni si mostrarono intransigenti nei loro rapporti con i musulmani, fossero essi indiani, arabi, turchi o altro.

### Il sultanato mamelucco d'Egitto

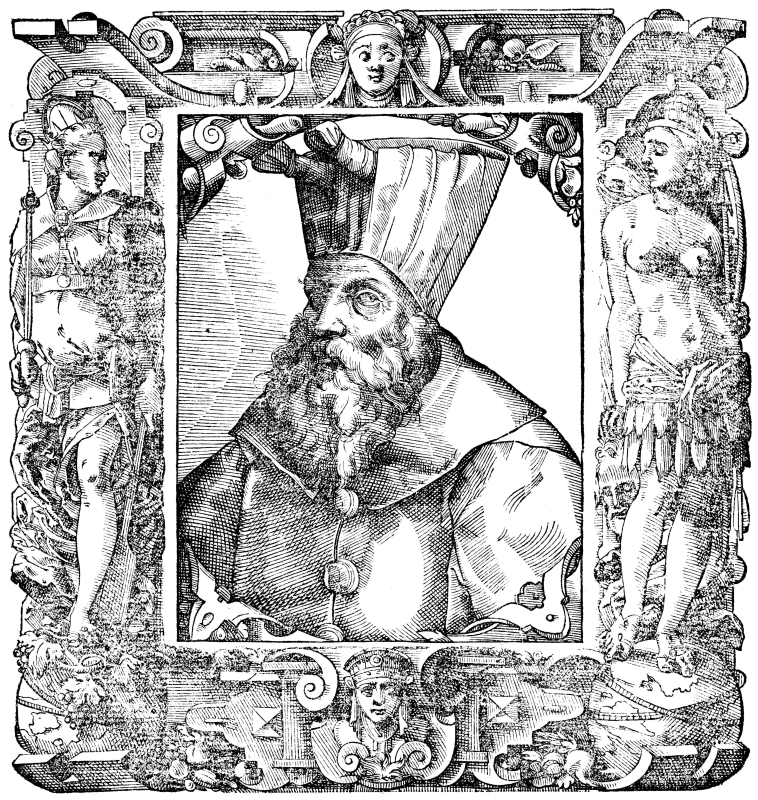
Il sultano mamelucco Qansuh al-Ghuri - ritratto di Paolo Giovio.

Subentrati agli Ayyubidi nel governo d'Egitto e Siria alla metà del XIII secolo, i Mamelucchi non apportarono rivoluzionarie innovazioni all'economia egizio-siriana. Il sistema si basava sulla produzione agricola e sulla tassazione del commercio internazionale che, nel Medioevo, aveva in Egitto e Siria uno snodo fondamentale. Nel XV secolo, sconvolgimenti interni al sultanato mamelucco misero potentemente in crisi la produzione agricola e i mamelucchi reagirono intensificando lo sfruttamento del terziario: tassarono le classi medie urbane, aumentarono la produzione e la vendita di cotone e zucchero in Europa, e sfruttarono la loro posizione di transito nel commercio tra l'Estremo Oriente e l'Europa. Quest'ultimo si rivelò il metodo più redditizio e si declinò nell'implementazione di rapporti commerciali con la Repubblica di Venezia, la Repubblica di Genova e Barcellona, e nell'aumento dei dazi commerciali. Così, nel Quattrocento, il commercio di lunga data tra l'Europa e il mondo islamico iniziò a costituire una parte significativa delle entrate del sultanato poiché i mamelucchi imponevano tasse ai mercanti che operavano o passavano attraverso i loro porti. Il sultano Barquq (regno 1382-89 e 1390-99) aveva inoltre istituito il monopolio statale sui beni di lusso, tra i quali le spezie facevano la parte del leone: lo stato ne fissava i prezzi; raccoglieva una percentuale dei profitti che finivano nel tesoro personale del sultano (diwan al-khass) e non nell'erario; e ne governava (o tentava di governare) il flusso facendolo convergere su Il Cairo.
Tra la fine del XV e l'inizio del XVI secolo, l'espansione dell'impero portoghese in Africa e in Asia iniziò a diminuire significativamente le entrate del monopolio mamelucco-veneziano sul commercio trans-mediterraneo.

### Scontro d'interessi tra mamelucchi, veneziani e portoghesi

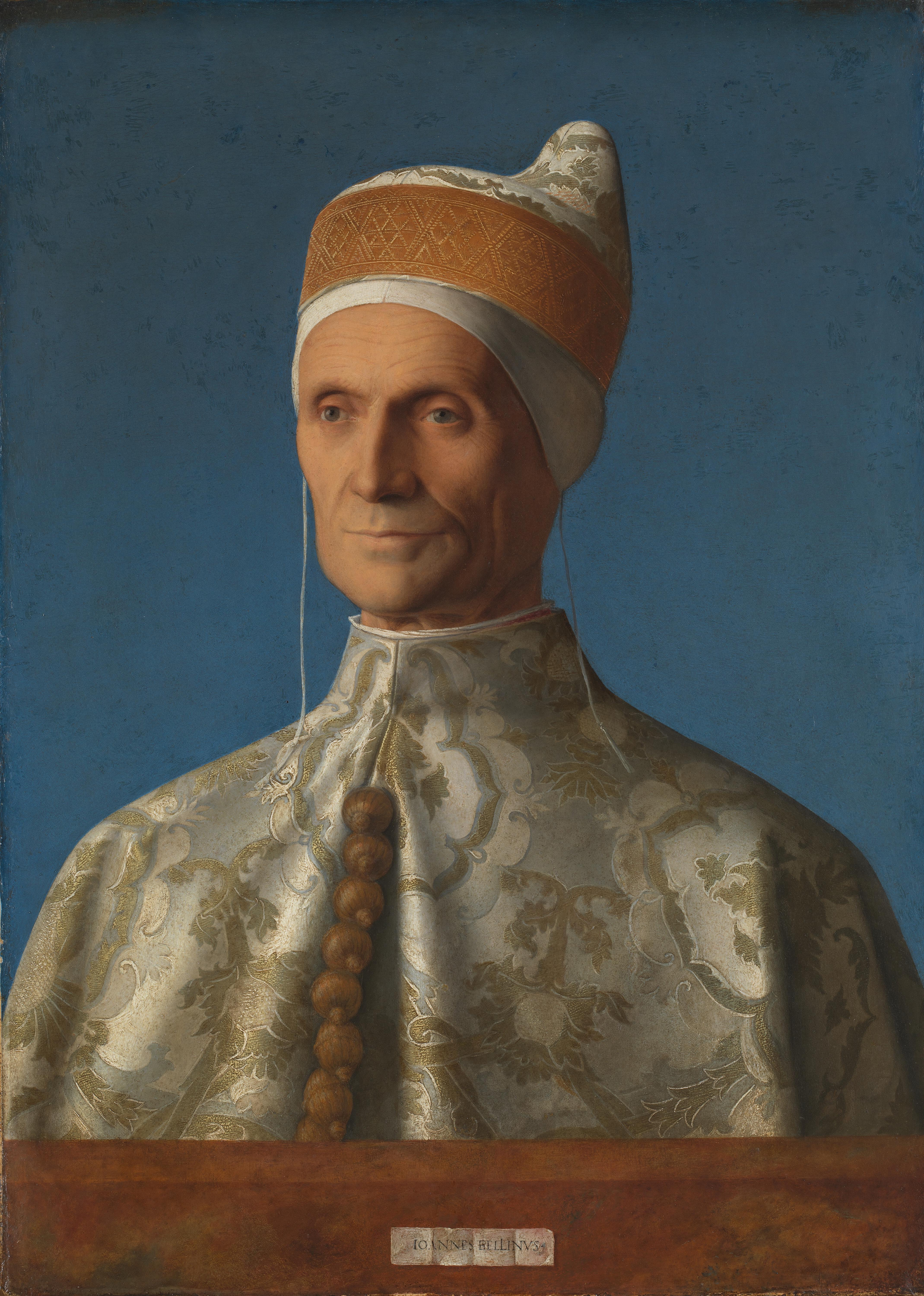
Leonardo Loredan, 75º doge di Venezia - ritratto di Giovanni Bellini.

Nel 1502, Venezia, desiderosa di eliminare la minaccia lusitana al monopolio sulle spezie, iniziò un serrato gioco diplomatico per mettere mano ai problemi extra-levantini. Anzitutto, interruppe formalmente le relazioni diplomatiche con Lisbona, richiamando in patria l'ambasciatore Pietro Pasqualigo. Un altro ambasciatore, Francesco Teldi, fu inviato alla corte mamelucca al Cairo a suggerire l'adozione di "rimedi rapidi e segreti" contro i portoghesi. I veneziani affermarono di non poter intervenire direttamente e incoraggiarono pertanto il sultano mamelucco Qansuh al-Ghuri (regno 1501-1516) a prendere contatto con i principi indiani di Kochi e Kannur (pt. Cannanore) per invogliarli a non commerciare con i portoghesi e con i sovrani di Calicut e Cambay per spronarli alla lotta contro di loro. Fu così conclusa una sorta di alleanza tra veneziani e mamelucchi contro i portoghesi.

La Serenissima, non si limitò però a queste misure "indirette". Nel 1503, due ingegneri militari italiani giunti in India con Vasco da Gama insieme alla IV Armada indica, conosciuti solo come João Maria (Gianmaria) e Pêro António (Pierantonio), si portarono al campo dello Zamorin di Calicut, impegnato a combattere i portoghesi a Kochi, e gli offrirono i loro servigi. I cronisti portoghesi concordano nell'identificare i due come agenti segreti veneziani, esperti forgiatori di cannoni, giunti per insegnare ai malabari come produrre cannoni europei per colmare il divario tecnologico tra l'artiglieria indiana e quella portoghese.

Nonostante il riserbo marciano, informazioni su quest'alleanza con gli "infedeli" trapelarono nella immediatamente successiva Guerra della Lega di Cambrai (1508-1516), a danno dell'immagine pubblica della Serenissima.
Nel settembre/ottobre 1504 (o forse 1503), dopo che i suoi tesorieri gli ebbero riferito del danno al tesoro egiziano provocato dai portoghesi (diminuzione delle entrate da dazi doganali sul commercio delle spezie e sul traffico dei pellegrini), il sultano al-Ghuri inviò un'ambasciata a Roma per bocca del terrorizzato Gran Priore del Monastero di Santa Caterina (Egitto) (tale "Fra Mauro") chiedendo con rabbia che il Papa Giulio II frenasse i portoghesi altrimenti lui avrebbe inflitto ai pellegrini cristiani in Terra santa il trattamento riservato dai lusitani ai pellegrini musulmani diretti a La Mecca. La minaccia fu inoltrata a Lisbona dal preoccupato pontefice ma servì solo ad avvertire il re Manuele I del Portogallo che il gigante mamelucco addormentato era stato svegliato dal tuonare dei suoi cannoni sulle coste indiane e che incombeva una minaccia tale per cui era obbligatorio per i portoghesi garantire la loro posizione nell'Oceano Indiano prima che fosse troppo tardi.

## Spedizione mamelucca nell'Oceano Indiano (1505-1509)

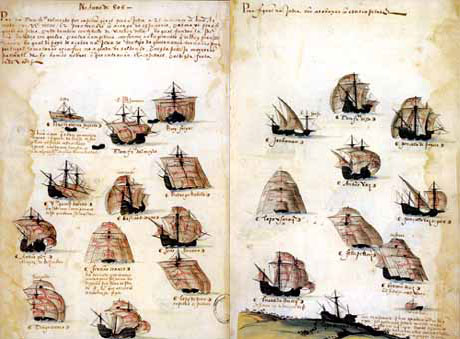
La Settima Armata d'India (Almeida, 1505) - ill. (c. 1568) in Memória das Armadas.

Nel 1505, il sultano al-Ghuri ordinò la prima spedizione contro i portoghesi. L'Egitto era però una società agricola con pochi legami con il mare e i soldati mamelucchi avevano poca esperienza (per non dire una vera e propria avversione di casta) nella guerra navale, quindi il sultano richiese il sostegno veneziano, in cambio dell'abbassamento delle tariffe doganali imposte ai marciani per facilitare la loro concorrenza con i portoghesi. Venezia fornì ai Mamelucchi caracche di tipo mediterraneo e galee da guerra manovrate da marinai greci che i maestri d'ascia veneziani aiutarono a smontare ad Alessandria e rimontare a Suez. Le galee potevano montare cannoni a prua e a poppa ma non lungo le fiancate perché i cannoni avrebbero interferito con i rematori. Le navi indigene (i dau), con le loro assi di legno cucite, potevano trasportare solo cannoni molto leggeri. Il comando della spedizione fu affidato a un mamelucco curdo, ex governatore di Gedda, Amir Hussain Al-Kurdi (pt. Mirocem). La spedizione (a cui i portoghesi fanno riferimento con il termine generico di "Rūmi") includeva non solo mamelucchi egiziani ma anche un gran numero di mercenari turchi, nubiani ed etiopi, nonché artiglieri veneziani. Quindi, la maggior parte dell'artiglieria della coalizione era composta da arcieri che i portoghesi potevano facilmente soverchiare.
La flotta lasciò Suez nel novembre 1505, forte di 1100 uomini. Gli fu ordinato di fortificare Gedda contro un possibile attacco portoghese e sedare le ribellioni intorno a Suakin e a La Mecca. Trascorsero la stagione dei monsoni sull'isola di Kamaran e sbarcarono ad Aden, sulla punta del Mar Rosso, dove furono coinvolti in costose politiche locali con l'emiro di Tahirid, prima di attraversare finalmente l'Oceano Indiano.
Contestualmente, re Manuele I organizzava e varava la Settima Armata d'India (Almeida, 1505) che portò a Kochi Dom Francisco de Almeida, primo viceré dell'India con ordini espressi non solo limitati a salvaguardare le feitoria portoghesi ma anche a frenare le navi musulmane ostili.
Nel 1506, uno squadrone portoghese sotto Alfonso de Albuquerque, parte dell'Ottava Armata d'India (Cuhna, 1506), iniziò a razziare le coste d'Arabia e del Corno d'Africa, dopo aver sconfitto una flotta musulmana. Nel 1507, una flotta di circa 20 navi portoghesi entrò nel Mar Rosso e vi fece razzia delle navi indiane, portando il commercio indo-mamelucco quasi al collasso. I portoghesi tentarono anche di stabilire una base a Socotra nel 1507, per fermare il commercio mamelucco attraverso il Mar Rosso, ma l'isola si dimostrò troppo inospitale ed inefficace quale avamposto, tanto che i lusitani se ne andarono dopo pochi mesi.
Nell'agosto-settembre 1507, una flotta mamelucca di circa 50 navi era di stanza ad Aden, pronta a traversare per l'India.

### Battaglia di Chaul (1508)
La flotta, sempre sotto Amir Husain Al-Kurdi, fu inviata in India nel 1507. I Mamelucchi si allearono con il Sultanato musulmano del Gujarat, la prima potenza navale dell'India a quel tempo nonché già nemico dichiarato dei porotghesi. La flotta fu accolta calorosamente a Diu, e Husayn Al-Kurdi si unì a Malik Ayyaz (pt. Meliqueaz), un ex-arciere e schiavo di possibile origine georgiana o dalmata al servizio del sultano Mahmud Begada del Gujarat quale governatore di Diu. Insieme, Husain e Ayyaz navigarono incontro ai portoghesi, incontrandoli nella battaglia di Chaul nella quale riuscirono a sconfiggere l'ammiraglio generale d'India (pt. Capitão-mor do mar da Índia), Lourenço de Almeida, figlio dell'ormai insediatosi viceré portoghese d'India, D. Francisco de Almeida. Si trattò però di una vittoria di Pirro: pur in schiacciante vantaggio numerico, i musulmani riuscirono fortuitamente ad affondare la nave ammiraglia di Almeida; Mirhocem rischiò la vita nella mischia; tutte le navi portoghesi, eccetto l'Ammiraglia, tornarono al quartier generale lusitano a Kochi; Meliqueaz si rivelò molto meno interessato dei mamelucchi alla lotta senza quartiere contro il pericoloso avversario portoghese.

### Battaglia di Diu (1509)
La notizia della morte del figlio fu un colpo terribile per il viceré Almeida che ne fece una questione personale e decise di vendicarsi personalmente dei mamelucchi e prese ad ammassare navi e uomini a Kochi. Il 6 dicembre però Alfonso de Albuquerque arrivò a Cannanore dal Golfo Persico con l'ordine del re del Portogallo di sostituire Almeida come governatore. Almeida, già risentito di Albuquerque che non aveva impedito alla flotta di Mirochem di lasciare il Mar Rosso, rifiutò di rimettere i poteri della sua carica e si ribellò alla Corona, prendendo il mare al comando della Armada da Índia il 9 dicembre.
Lungo la rotta per Diu, Almeida combatté alcune navi di Calicut ed aprì le ostilità con il Sultanato di Bijapur, conquistandone e distruggendo il fiorente porto di Dabul (v.si Battaglia di Dabul), e riprendendo il mare il 5 gennaio 1509. A questo punto, nello schieramento musulmano, s'erano ormai incancreniti i rapporti tra Mirochem e Meliqueaz. Le due flotte si scontrarono il 3 febbraio nella battaglia di Diu che si concluse con la vittoria dei portoghesi e la coalizione Gujarat-Mamelucco-Calicut quasi spazzata via. I Mamelucchi combatterono coraggiosamente fino alla fine ma poterono contrastare la forza navale portoghese: navi moderne con equipaggio di marinai esperti, fanteria corazzata armata d'archibugi e granate d'argilla, più cannoni e artiglieri più abili.

Questa vittoria segnò l'inizio del dominio europeo sui mari asiatici che si sarebbe protratto fino alla seconda guerra mondiale.
Il trattamento dei prigionieri mamelucchi da parte dei portoghesi, tuttavia, fu brutale. Il viceré ordinò che la maggior parte di loro fossero impiccati, bruciati vivi o fatti a pezzi, legati alle bocche dei cannoni, come rappresaglia per la morte del figlio. 
Commentando all'indomani della battaglia, Almeida riferì al re Manuel: "Finché sarai potente in mare, manterrai l'India come tua; e se non possiedi questo potere, poco ti servirà una fortezza sulla riva."

## Contrattacco portoghese nell'Oceano Indiano (1510-1512)
Il 4 novembre 1509, Albuquerque riuscì a succedere ad Almeida come governatore dell'India portoghese, quando il maresciallo del Portogallo, Dom Fernando Coutinho, giunse in India al comando di una Armada forte di 3000 uomini inviata da re Manuele per imporre l'ordinata successione di Albuquerque alla carica.
Albuquerque aveva mandato dal re di conquistare le punte del triangolo commerciale musulmano nell'Oceano Indiano: Aden (Arabia), Hormuz (Persia) e Malacca (Malesia). Nel gennaio 1510, Albuquerque salpò per il Mar Rosso al comando di 23 navi, 1 200 soldati portoghesi, 400 marinai portoghesi, 220 ausiliari di Kochi e 3 000 "soldati-schiavi" (pt. escravos de peleja). Avendo scoperto che i Mamelucchi stavano allestendo una nuova flotta a Suez, il governatore risolse di non puntare su Hormuz ma su Suez e distruggere la nuova forza egiziana prima che fosse pronta. Finì invece per puntare su Goa quando scoprì che il sultano di Bijapur, Yusuf Adil Khan (pt. Hidalcão, regno 1490-1510), vi aveva raccolto i resti della flotta mamelucca distrutta a Diu e li aveva rinforzati con nuove navi da inviare contro i portoghesi, probabilmente come rappresaglia per la distruzione di Dabul l'anno precedente. La città era scarsamente difesa poiché Yusuf era morto di recente e il suo erede, Ismail Adil Shah (regno 1510-1534), era giovane e inesperto.
La resistenza mamelucca impedì ai portoghesi di bloccare completamente il commercio del Mar Rosso. Tuttavia, l'interruzione della fornitura fu sufficiente a portare i prezzi in Egitto a livelli astronomici.

### Battaglia di Goa (1510)
Sconfitta una guarnigione di mercenari turchi stanziati nel forte di Panaji il 16 febbraio, Albuquerque occupò Goa senza colpo ferire il 17 febbraio, ben accolto dalla popolazione indù che mal sopportava i musulmani Bijapur. Nonostante le misure approntate per difendere la città (tra cui anche il varo delle navi che il sultano stava facendo costruire a danno dei lusitani), Albuquerque fu però costretto ad un dissanguante assedio da Ismail Adil Shah che si presentò tra gli acquitrini e gli estuari di Goa con un'armata di 40 000 mercenari turchi e persiani. Il governatore ritirò ordinatamente ciò che restava delle sue truppe sulle navi e si ancorò nel Delta del Mandovi, ove resistette sino a Ferragosto ad un assedio-navale mentre aspettava che il monsone gli permettesse di prendere il largo.

Albuquerque tornò all'assalto di Goa il 24 novembre, strappandola dopo un sanguinoso assalto di fanteria il giorno successivo al generale Pulad Khan del Bijapur. Riorganizzò massicciamente le difese della città (es. costruendo un forte di pietra) ed organizzò una pattuglia fluviale di sei navi. Sicuro della sua presa su Goa, Albuquerque lasciò la città e si diresse a Malacca per conquistarla.
Per tutta la durata dell'anno successivo, mentre Albuquerque conquistava Malacca, Goa sarebbe stata assediata dalle forze riorganizzate di Pulad Khan che ancora una volta sopraffece i portoghesi grazie alla superiorità numerica, costruì un ponte e una fortezza a Benastarim e occupò l'isola di Goa ma non riuscì a prendere la città. Pulad Khan, sospettato di appropriazione indebita, fu sostituito da Adil Shah con Rassul Khan che parimenti non riuscì a riconquistare la città.

### Battaglia di Goa (1512)
Nell'ottobre 1512, Albuquerque tornò da Malacca alla testa di 20 navi e 2 500 uomini.  Isolò le forze Bijapur nel fortino di Benastrim, ov'era trincerate, dopodiché le sconfisse in campo aperto e fiaccò qualsiasi possibilità di resistenza con un pesante bombardamento navale di otto giorni che convinse Rassul Khan ad arrendersi e a lasciare definitivamente Goa in mano portoghese.

## Intermezzo diplomatico

### Diplomazia veneziana

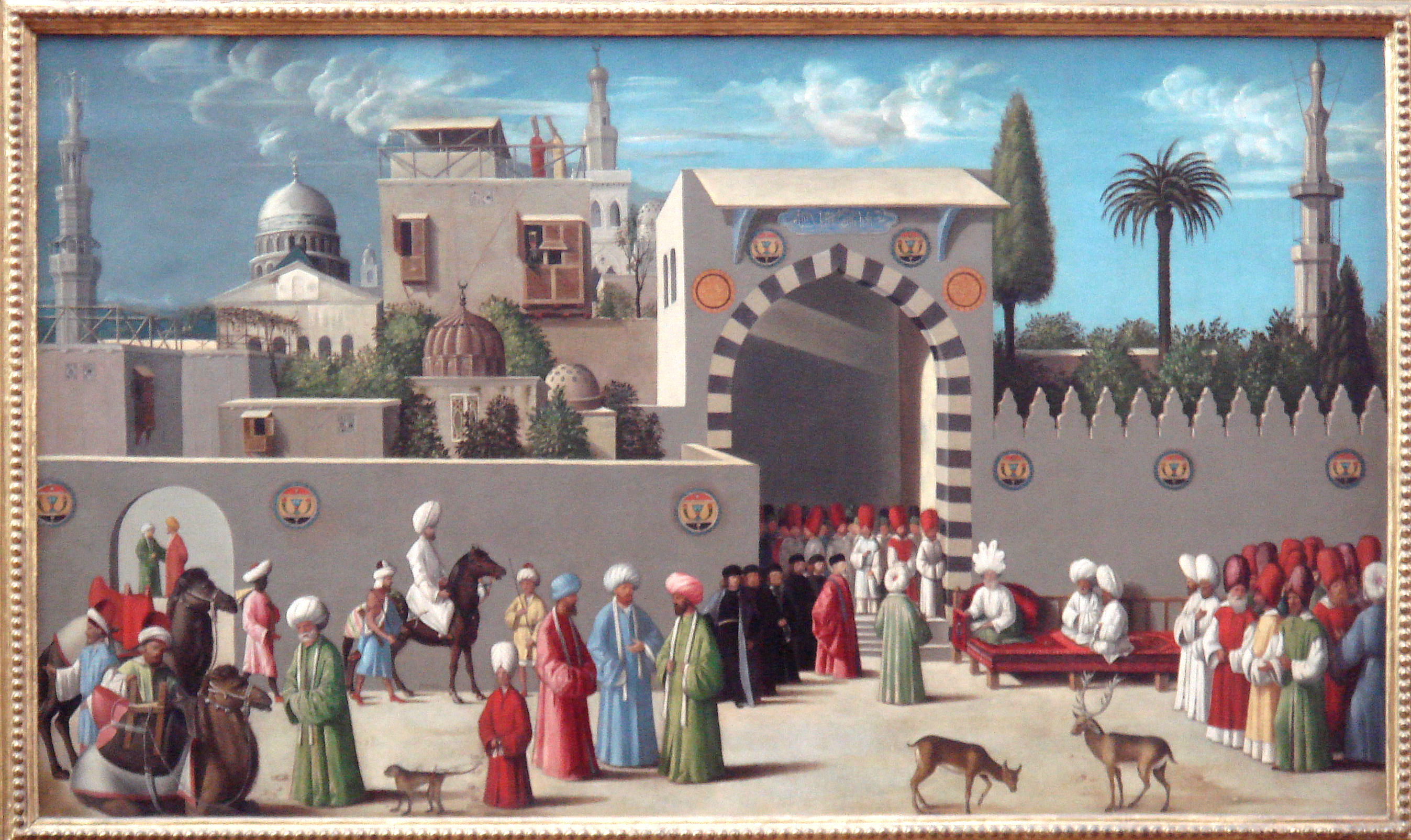
Ambasciata veneziana presso il governatore mamelucco a Damasco nel 1511 - bottega di Giovanni Bellini.

I mamelucchi tentarono di nuovo d'assicurarsi l'aiuto dei veneziani contro i portoghesi e intervennero perorando la loro causa presso il papa. I veneziani, per parte loro, cercarono per i mamelucchi nuovi alleati. La Repubblica di San Marco era in pace con l'Impero ottomano, tradizionale nemico dei mamelucchi, da quando il doge Leonardo Loredan (in carica 1501-1521) aveva siglato il trattato che aveva chiuso l'ultima Guerra turco-veneziana (1499-1503). Prima di rinnovare la pace con Istanbul nel 1511, il doge Loredan mediò per garantire il supporto ottomano ai mamelucchi contro i portoghesi. Il riavvicinamento fu tale che Venezia autorizzò l'approvvigionamento ottomano nei suoi porti mediterranei (es. Cipro) né si fece scrupolo, invano, di chiedere l'appoggio del Turco nella Guerra della Lega di Cambrai.
Un trattato commerciale mamelucco-veneziano fu firmato dall'ambasciatore al Cairo, Domenico Trevisan, nel 1513. Dopo quel punto tuttavia, a seguito dei rovesci dei Mamelucchi e dei Safavidi di Persia contro gli Ottomani (v.si Battaglia di Cialdiran), Venezia favorì sempre più un riavvicinamento con l'Impero ottomano.

### Diplomazia portoghese
D'altra parte, i portoghesi, che temevano una nuova spedizione dei Mamelucchi, organizzarono un riavvicinamento con la Persia e si sforzarono di stabilire un'alleanza che potesse dare basi ai portoghesi sulle coste settentrionali dell'Oceano Indiano, creando così una minaccia orientale per ottomani e mamelucchi. Il governatore Albuquerque ricevette un ambasciatore dello Scià Isma'il I (1501-1524) a Goa e restituì l'ambasciata nella persona di Rui Gomes.
Nella lettera allo Scià, Albuquerque propose un attacco congiunto contro i mamelucchi e gli ottomani:
(Lettera di Alfonso de Albuquerque allo Scià Isma'il I di Persia)

## Spedizione portoghese nel Mar Rosso (1513)

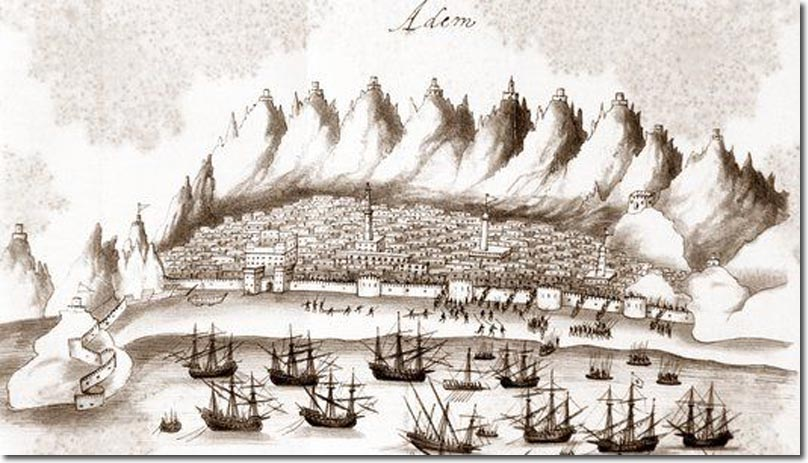
L'attacco della flotta portoghese ad Aden nel 1513 - ill. di Gaspar Correia.

Dopo la vittoria nella battaglia di Diu e l'eliminazione delle flotte musulmane rivali nell'Oceano Indiano, i portoghesi si sforzarono di distruggere sistematicamente le navi commerciali musulmane.
Nel 1513, Albuquerque condusse una campagna nel Mar Rosso per fermare completamente il commercio mamelucco con l'India e stroncare i propositi mamelucchi d'inviare una flotta in India. Il 7 febbraio 1513, lasciò Goa con 1 700 portoghesi e 1 000 indiani su 24 navi. Albuquerque sbarcò ad Aden il 26 marzo 1513, all'ingresso del Mar Rosso, e tentò di prendere la città ma fu respinto. Navigando nel Mar Rosso, distrusse il porto di Kamaran (giugno e luglio 1513). Non riuscì a salpare per Gedda a causa dei venti contrari e si ritirò in India dopo aver bombardato di nuovo Aden.
Albuquerque quindi non riuscì a fermare il commercio delle spezie attraverso il Mar Rosso e a stabilire un monopolio commerciale per il commercio delle spezie tra Europa e India. Questa campagna tuttavia fu una grave minaccia per il porto mamelucco di Suez e per le città sante de La Mecca e Medina che misero il sultano mamelucco sotto tremenda pressione. Qansuh fu quindi costretto a cercare l'assistenza ottomana, suoi tradizionali rivali (v.si Guerra turco-mamelucca (1485-1491)), contro i portoghesi.

## Spedizione ottomano-mamelucca (1514–17)

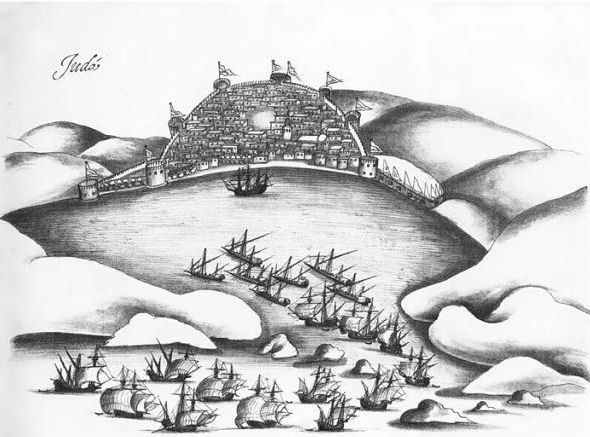
I Mamelucchi e gli Ottomani sotto Selman Reis difesero Gedda da un attacco portoghese nel 1517 - ill. di Gaspar Correia.

Nel 1514-16, gli ottomani collaborarono con i mamelucchi contro i portoghesi. Fornirono un ammiraglio nella persona di Selman Reis, così come armi e artiglieria. Selman Reis entrò al servizio dei Mamelucchi e guidò un gruppo di 2 000 levantini armati, forse contro la volontà del sultano ottomano Selim I, al cospetto del sultano Qansuh a Suez nell'aprile 1514. Le difese di artiglieria furono istituite anche a Gedda e ad Alessandria.

Questa concentrazione sul fronte portoghese ebbe tuttavia l'effetto finale di indebolire le forze mamelucche che potevano essere messe contro gli ottomani nel Levante. L'investimento fu enorme: la flotta costò circa 400 000 dinar al sultano mamelucco.
In seguito all'interruzione del commercio delle spezie tra l'India e l'Egitto mamelucco da parte dei portoghesi, Selman Reis guidò una flotta di 19 navi e 3000 uomini (1300 dei quali erano soldati turchi) nell'Oceano Indiano. Lasciò Suez alla guida della flotta il 30 settembre 1515. Costruirono una fortezza a Kamaran ma non riuscirono a conquistare lo Yemen e Aden il 17 settembre 1516. La flotta combinata fu in grado di difendere Gedda dai portoghesi nel 1517 ma a quel punto la guerra tra Ottomani e Mamelucchi era già in corso.
I portoghesi furono così in grado di stabilire postazioni commerciali nel subcontinente indiano e rilevare il commercio delle spezie verso l'Europa che era stata una delle principali fonti di reddito per lo stato mamelucco. L'Egitto mamelucco fu finanziariamente paralizzato e infine sconfitto dal sultano ottomano Selim I nella Guerra turco-mamelucca (1516-1517): Il Cairo fu conquistato dagli Ottomani il 26 gennaio 1517.

## Conseguenze
Con l'acquisizione dell'Egitto, gli ottomani guadagnarono uno sbocco sull'Oceano Indiano che, nel corso del XVI secolo, avrebbero ulteriormente sviluppato. Il Gran Turco si assunse il compito di combattere i portoghesi nell'Oceano Indiano, soprattutto tramite l'ammiraglio Selman Reis che nel 1525 occupò Aden e lo Yemen con una flotta di 18 navi e 299 cannoni, costringendo i portoghesi alla ritirata. Gli ottomani tuttavia fallirono nell'assedio di Diu (1538).
L'Egitto, d'altra parte, perse il suo status di grande potenza e, privato delle risorse del commercio nell'Oceano Indiano, passò sostanzialmente in secondo piano per i successivi tre secoli.

### Esplicative
1. ↑  Il fatto più eclatante, ascrivibile alla Quarta Armata d'India (Gama, 1502), fu il massacro dei pellegrini musulmani a bordo della nave Miri intenzionalmente perpetrato da Vasco da Gama il 3 ottobre 1502.
2. ↑  Le lettere del sultano mamelucco al Papa sono trascritte nella Chronica di Damião de Góis come la replica di re Manuele I del Portogallo al Papa (giugno 1505). V.si Barros, Dec. I, Lib. 8, c. 2
3. ↑  Dai tempi di Saladino, il sovrano musulmano d'Egitto era "Custode delle due Sacre Moschee" di Medina e La Mecca.

### Bibliografiche
1. ↑  Monteiro 2011, pp. 153-155.
2. 1 2 3  (EN) Lane FC, Venice, a maritime republic, 1973,  p. 290.
3. 1 2  (EN) Houtsma MT [et al.] (a cura di), E.J. Brill's first encyclopaedia of Islam 1913–1936, BRILL, 1993,  p. 720ff.
4. ↑  Monteiro 2011, pp. 200-206.
5. ↑  Whiteway 1899, p. 102.
6. ↑  Subrahmanyam 1997, p. 55.
7. ↑  Christ 2012, p. 32.
8. 1 2  Christ 2012, p. 33.
9. 1 2  (EN) Stilt K, Islamic Law in Action: Authority, Discretion, and Everyday Experiences in Mamluk Egypt, Oxford University Press, 2011,  p. 24, ISBN 9780199602438.
10. 1 2  Christ 2012, pp. 33-34.
11. 1 2  (EN) Varlik N, Plague and Empire in the Early Modern Mediterranean World: The Ottoman Experience, 1347–1600, Cambridge University Press, 2015,  p. 163, ISBN 9781316351826.
12. ↑  Weinstein 1960, p. 77.
13. 1 2 3  Diffie 1977, pp. 230-231.
14. 1 2 3  Brummett 1994, p. 34ff.
15. ↑  (EN) Stierlin H e Stierlin A, Splendours of an Islamic world, 1997,  p. 40.
16. ↑  Góis, p. 97.
17. 1 2 3  Peters 1994, p. 176ff.
18. 1 2 3  Pissarra 2002, p. 26.
19. ↑  Peters 1994, p. 434 (nota 82).
20. ↑  (EN) Ozbaran S, Ottomans as 'Rumes' in Portuguese sources in the sixteenth century, in Portuguese Studies Annual, 2001.
21. ↑  Brummett 1994, pp. 22, 35 e 171.
22. ↑  Pissarra 2002, p. 25.
23. 1 2  McGregor 2006, p. 20ff.
24. 1 2 3  Newitt 2004, p. 87ff.
25. ↑  McGregor 2006, p. 20.
26. ↑  Diffie 1977, p. 234ff.
27. ↑  Monteiro 2011, p. 207.
28. 1 2 3 4  (EN) Chase KW, Firearms: a global history to 1700,  p. 103ff.
29. ↑  Barros, Dec. II, Lib. II, cap. IX.
30. 1 2  Pissarra 2002, p. 68.
31. ↑  Pissarra 2002, p. 66.
32. 1 2  Pissarra 2002, p. 70.
33. 1 2  (EN) Nafziger GF e Walton MW, Islam at war: a history,  p. 69.
34. ↑  Monteiro 2011, p. 273.
35. ↑  (EN) Ghosh A, The Iman and the Indian: Prose Pieces, Nuova Delhi, Orient Longman, 2002,  p. 107, ISBN 81-7530-047-7.
36. ↑  Costa-Rodrigues 2008, p. 18.
37. ↑  (EN) Andaya BW e Andaya LY, A History of Malaysia, Palgrave MacMillan, 1984, ISBN 978-0-312-38121-9.
38. ↑  Correia, II.146.
39. ↑  Pato-Mendonça 1884, libro II, pp. 3–5.
40. ↑  Barbosa, v. I.
41. ↑  Costa-Rodrigues 2008, p. 29.
42. ↑  Bouchon 2014, p. 158.
43. ↑  Mendosa 2002, p. 82 ff.
44. ↑  (EN) Chaudhuri KN, Trade and civilisation in the Indian Ocean, Cambridge University Press, 1985,  p. 67.
45. ↑  Sanceau 1936, p. 114.
46. ↑  Costa-Rodrigues 2008, pp. 34-36.
47. ↑  Costa-Rodrigues 2008, pp. 37-38.
48. 1 2  Costa-Rodrigues 2008, p. 39.
49. ↑  Costa-Rodrigues 2008, pp. 43-53.
50. ↑  Costa-Rodrigues 2008, pp. 55-56.
51. ↑  Costa-Rodrigues 2008, pp. 62-63.
52. ↑  Costa-Rodrigues 2008, p. 73.
53. ↑  Costa-Rodrigues 2008, pp. 75-84.
54. 1 2 3  Brummett 1994, p. 45ff.
55. ↑  Ed. in Brummett 1994
56. ↑  Whiteway 1899, p. 153ff.
57. 1 2 3 4  Brummett 1994, p. 118.
58. ↑  (EN) Casale G, The Ottoman Age of Exploration,  p. 32.
59. 1 2  (EN) İnalcik H, An Economic and Social History of the Ottoman Empire, Volume 1,  pp. 321-323.
60. ↑  McGregor 2006, p. 22.

### Fonti
- (PT) Albuquerque L de (a cura di), Memória das Armadas que de Portugal passaram à Índia [...], facsimile celebrativo, Lisbona, Academia das Ciências, 1979  [1568].
- (PT) António de Ataíde, Codex Add. 20902, in Relação das Náos e Armadas da India com os Sucessos dellas que se puderam Saber, para Noticia e Instrucção dos Curiozos, e Amantes da Historia da India. ed. in (PT) Maldonado MH (a cura di), Relação das Náos e Armadas da India com os Sucessos dellas que se puderam Saber, para Noticia e Instrucção dos Curiozos, e Amantes da Historia da India, Biblioteca Geral da Universidade de Coimbra, 1985.
- (PT) Duarte Barbosa, O Livro de Duarte Barbosa, traduzione di Dames ML, rist., Nuova Delhi, Asian Education Services, 2005  [1518].
- (PT) João de Barros, Décadas da Ásia: Dos feitos, que os Portuguezes fizeram no descubrimento, e conquista, dos mares, e terras do Oriente, 1552-1559.
- (PT) Luís de Camões, I Lusiadi, 1571.
- (PT) Fernão Lopes de Castanheda, História do descobrimento e conquista da Índia pelos portugueses, 1833  [1551-1560].
- (PT) Gaspar Correia, Lendas da Índia, Lisbona, Academia Real das Sciencias, 1858-64  [1550].
- (PT) Damião de Góis, Crónica do Felicissimo Rei D. Manuel, 1566–67.
- (LA) Girolamo Osorio, De rebus Emmanuelis, traduzione di Gibbs J, Londra, Millar, 1752  [1586].

### Studi
- (FR) Bouchon G, Albuquerque: Le Lion des Mers d'Asie, Parigi, Éditions Desjonquères, 2014.
- (EN) Brummett P, Ottoman Seapower and Levantine Diplomacy in the Age of Discovery, New York, SUNY Press, 1994, ISBN 0-7914-1701-8.
- (EN) Christ G, Trading Conflicts: Venetian Merchants and Mamluk Officials in Late Medieval Alexandria, Brill, 2012, ISBN 9789004221994.
- (PT) Oliveira e Costa de JP e Rodrigues VLG, Campanhas de Afonso de Albuquerque: Conquista de Goa, 1510–1512, Lisbona, Tribuna da História, 2008.
- (EN) Crowley R, Conquerors: How Portugal Forged the First Global Empire, 2015.
- (EN) Diffie B, Foundations of the Portuguese Empire, 1415–1580, University of Minnesota Press, 1977, ISBN 0-8166-0782-6.
- (EN) Kerr R, General History and Collection of Voyages and Travels, arranged in a systematic order, Project Gutenberg at University of Columbia, 1881.
- (EN) Kuzhippalli-Skaria M, Portuguese and the Sultanate of Gujarat, 1500-1573, Nuova Delhi, Mittal Publishers & Distr., 1986.
- (EN) McGregor AJ, A military history of modern Egypt: from the Ottoman Conquest to the Ramadan War, ABC-CLIO, 2006.
- (EN) Mendonça D : de, Conversions and Citizenry: Goa Under Portugal, 1510-1610, Concept Publishing Company, 2002.
- (EN) Monteiro S, Portuguese Sea Battles Volume I – The First World Sea Power, Lisbona, Editora Sá da Costa, 2011.
- (EN) Newitt MDD, A history of Portuguese overseas expansion, 1400–1668[collegamento interrotto], Routledge, 2004.
- (EN) Peters FE, Mecca: a literary history of the Muslim Holy Land, Princeton University Press, 1994.
- (PT) Pissarra J, Chaul e Diu, 1508 e 1509: O Domínio do Índico, Lisbona, Tribuna da História, 2002.
- (EN) Sanceau E, Indies Adventure: The Amazing Career of Afonso de Albuquerque, Captain-general and Governor of India (1509–1515), 1936.
- (EN) Subrahmanyam S, The Career and Legend of Vasco da Gama, Cambridge University Press, 1997.
- (EN) Subrahmanyan S, The Portuguese Empire in Asia, 1500-1700 - A Political and Economic History, Londra, Longmans, 1993, ISBN 0-582-05068-5.
- (EN) Weinstein D, Ambassador from Venice: Pietro Pasqualigo in Lisbon, 1501, University of Minnesota Press, 1960.
- (EN) Whiteway RS, The Rise of Portuguese Power in India, 1497-1550, Westminster, Constable, 1899.